# Sagridola maculosa
Sagridola maculosa là một loài bọ cánh cứng trong họ Cerambycidae.